# Hrašćica
Hrašćica – wieś w Chorwacji, w żupanii varażdińskiej, w mieście Varaždin. W 2011 roku liczyła 1283 mieszkańców.